# جامعة أحمد زبانة (غليزان)
جامعة أحمد زبانة جامعة حكومية جزائرية تقع في ولاية غليزان جنوب وسط مدينة غليزان، وبالضبط بالمدينة الجديدة عدة بن عودة «برمادية».

## تاريخ

### التأسيس
في 06 يوليو 2008 تأسست الجامعة بموجب المرسوم التنفيذي رقم 08-206 وكانت تتكون آنذلك من أربعة معاهد:
1. معهد العلوم القانونية والإدارية،
2. معهد العلوم الاجتماعية والإنسانية،
3. معهد العلوم الاقتصادية والتجارية،
4. معهد الأدب واللغات.[3]

وفي 30 سبتمبر 2013 صدر المرسوم التنفيذي المعدل رقم 13- 330 بتأسيس معهدين جديدين وهما :
1. معهد العلوم والتكنولوجيا،
2. معهد العلوم الدقيقة وعلوم الطبيعة والحياة.[3]

في 23 أكتوبر 2014 صدر القرار الوزاري رقم 01/14 بتغيير الاسم إلى «المركز الجامعي أحمد زبانة».
وفي عام 2020 أعيد هيكلة الجامعة وإنشاء جامعة غليزان  لتضم خمس كليات:
1. كلية العلوم والتكنولوجيا،
2. كلية الحقوق،
3. كلية العلوم الإجتماعية والإنسانية،
4. كلية العلوم الاقتصادية والتجارية وعلوم التسيير،
5. كلية الآداب واللغات.

## وصلات خارجية
- جامعة غليزان